# Liste von Persönlichkeiten der Stadt Ravenna
Diese Liste enthält in Ravenna geborene Persönlichkeiten sowie solche, die in Ravenna gewirkt haben, dabei jedoch andernorts geboren wurden. Die Liste erhebt keinen Anspruch auf Vollständigkeit.

## In Ravenna geborene Persönlichkeiten

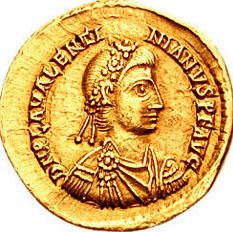
Valentinian III.

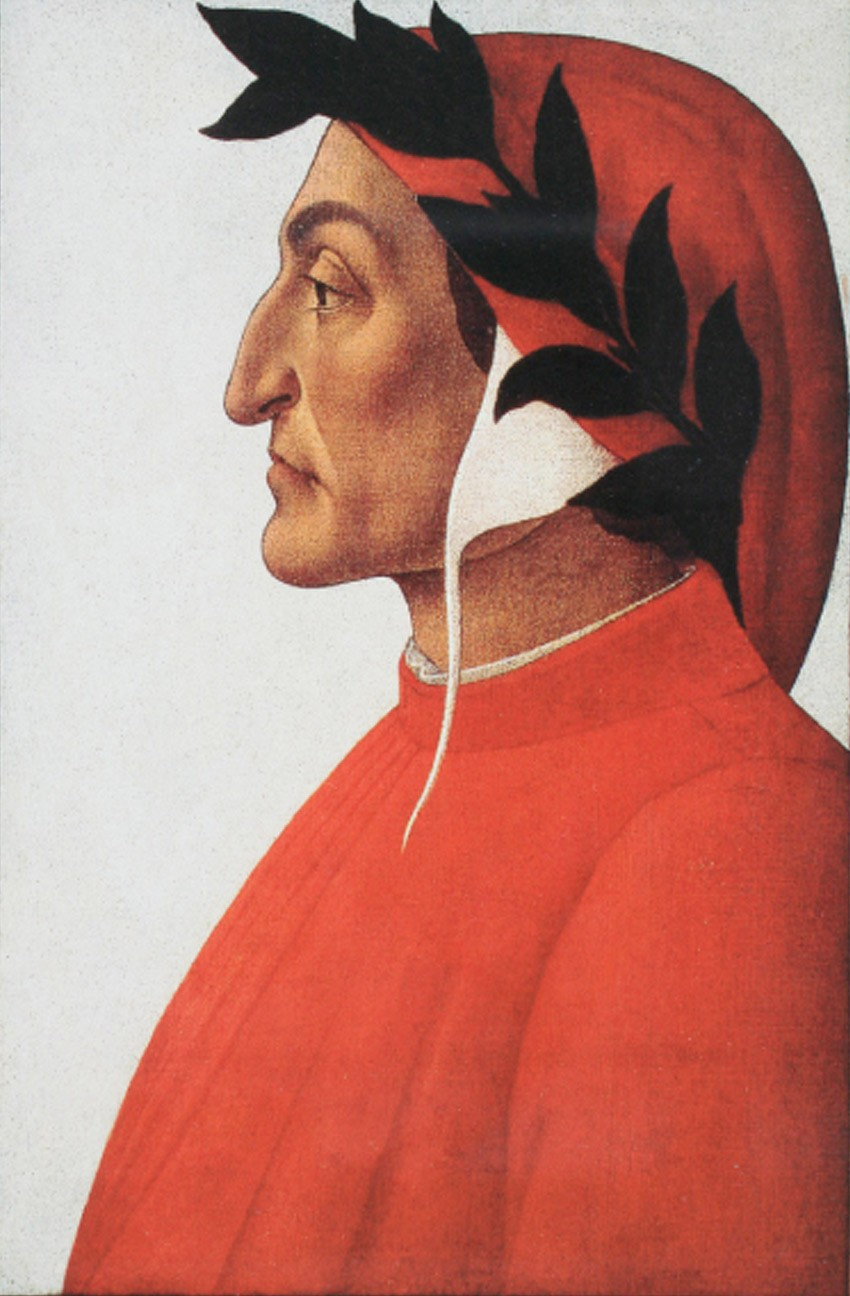
Dante Alighieri

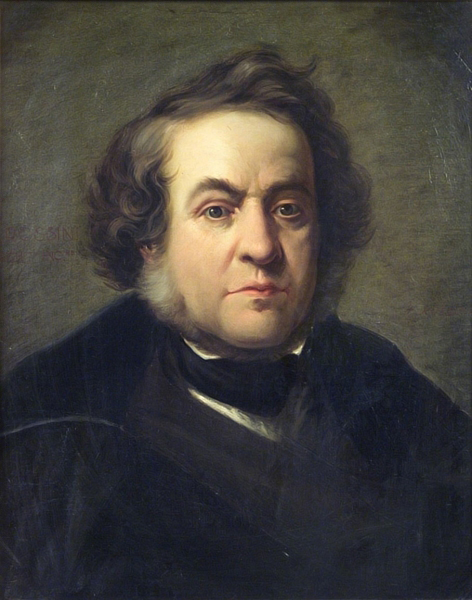
Luigi Rossini

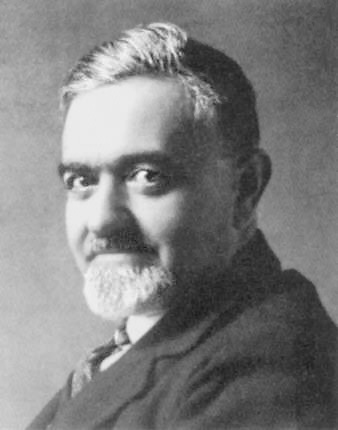
Giuseppe Vitali

### Bis 1900
- Valentinian III. (419–455), weströmischer Kaiser
- Romuald (≈952–1027), Heiliger und Ordensgründer
- Petrus Damiani (≈1006–1072), Geistlicher
- Francesca da Rimini (–1283/1286), Adelige
- Petrus von Ravenna (≈1448–1508), Rechtswissenschaftler
- Marco Dente (≈1490–1527), Kupferstecher
- Barbara Longhi (1552–1638), Ikonenmalerin der Gegenreformation
- Pietro Rota (≈1600–1657), Geistlicher
- Cesare Maria Antonio Rasponi (1615–1675), Kardinal
- Francesco Negri (1623–1698), Geistlicher und Forschungsreisender
- Carlo Leopoldo Calcagnini (1679–1746), Jurist und Kardinal der römisch-katholischen Kirche
- Hieronymus von Spreti (1695–1772), bayerischer Graf, Feldmarschallleutnant und Kammerherr
- Luigi Rossini (1790–1857), Künstler
- Teresa Guiccioli (1800–1873), Adelige
- Marianna Marchesa Florenzi (1802–1870), Übersetzerin und Philosophin
- Giuseppe Pasolini (1815–1876), Politiker
- Romolo Gessi (1831–1881), Afrikareisender
- Bartolomeo Ortolani (1839–1908), Bischof
- Francesco Salesio Della Volpe (1844–1916), Kurienkardinal
- Pellegrino Matteucci (1850–1881), Afrikareisender
- Corrado Ricci (1858–1934), Archäologe und Kunsthistoriker
- Giuseppe Vitali (1875–1932), Mathematiker
- Renato Ballerini (1877–1954), Maler, Bildhauer, Illustrator und Journalist
- Domenico Matteucci (1895–1976), Sportschütze
- Alberto Rossi Longhi (1895–1979), Diplomat
- Renzo Morigi (1895–1962), Faschist und Sportschütze

### 1901 bis 1950
- Ettore Muti (1902–1943), Faschist und Offizier
- Omero Bonoli (1909–1985), Turner
- Arrigo Boldrini (1915–2008), Politiker
- Poldo Bendandi (1920–1991), Schauspieler
- Romano Bonagura (1930–2010), Bobfahrer
- Franco Manzecchi (1931–1979), Jazz-Schlagzeuger
- Giuseppe Galli (1933–2016), Mediziner und Psychologe
- Anna Arfelli Galli (1933–2019), Medizinerin und Psychologin
- Raul Gardini (1933–1993), Unternehmer
- Maria Nardi (* 1935), Schwimmerin
- Guido Gagliardi (1937–1996), Schauspieler
- Giuliano Bernardi (1939–1977), Opernsänger
- Amerigo Alberani (1942–2015), Schauspieler und Filmregisseur
- Alberto Tanasini (1945–2024), Bischof
- Giannalberto Bendazzi (1946–2021), Filmhistoriker und Autor
- Roberto Masotti (1947–2022), Fotograf
- Paolo Roversi (* 1947), Fotograf

### Ab 1951
- Bruno Centrone (* 1955), Philosophiehistoriker
- Davide Tardozzi (* 1959), Motorradrennfahrer
- Paolo Cottignola (* 1960), Filmeditor
- Andrea Mandorlini (* 1960), Fußballspieler und -trainer
- Carlo Simionato (* 1961), Sprinter
- Amadeus (* 1962), Radio- und Fernsehmoderator
- Davide Ballardini (* 1964), Fußballspieler und -trainer
- Enrico Onofri (* 1967), Violinist und Dirigent
- Andrea Collinelli (* 1969), Radsportler
- Fabio Fabiani (* 1974), Automobilrennfahrer
- Daniela Gattelli (* 1975), Beachvolleyballspielerin
- Claudio Rivalta (* 1978), Fußballspieler
- Terry Gordini (* 1979), Boxerin
- Marco Melandri (* 1982), Motorradrennfahrer
- Gionata Mingozzi (1984–2008), Fußballspieler
- Djazz Chambertin (* 1997), französische Handballspielerin
- Leonardo Maltese (* 1997), Schauspieler
- Martina Piemonte (* 1997), Fußballspielerin
- Sofia Collinelli (* 2001), Radrennfahrerin
- Cesare Casadei (* 2003), Fußballspieler
- Federico Bondioli (* 2005), Tennisspieler

## Berühmte Einwohner von Ravenna
- Theoderich der Große (451/56–526), König der Ostgoten
- Dante Alighieri (1265–1321), Dichter und Philosoph